# Andrzej Kozioł Lechowski
Andrzej Kozioł Lechowski (ur. 15 maja 1930 we wsi Bieździedza, na terenie przysiółka „Zętki”. gmina Kołaczyce, zm. 30 maja 1998) – polski historyk regionalista, bibliotekarz.

## Życiorys
Pochodził z chłopskiej rodziny ze wsi o bogatej historii. Po szkole podstawowej w 1950 roku ukończył gimnazjum w Kołaczycach. Następnie studiował filologię polską na Uniwersytecie Jagiellońskim. Po studiach, od 1954 roku pracował w Bibliotece Jagiellońskiej w Krakowie, zajmując m.in. w latach 1981–1990 stanowisko zastępcy dyrektora. W 1993 roku został radnym Bronowic – VI dzielnicy Krakowa.
Lechowski, mając dostęp do znakomitych źródeł historycznych, stworzył dokumentację bogato popartą materiałami historycznymi, świadczącymi o jego skrupulatnym analizowaniu źródeł historycznych.
- „Bronowice. Jubileusz 700-lecia lokacji”, Kraków 1993, 1994;
- „Bronowice. Kalendarium dziejów”, Kraków 1995 (od zarania dziejów do 1947 roku);
- „Parafia Bieździedza w ciągu dziejów. Dokumenty i źródła”, Rzeszów 1997.

Z tą ostatnią pracą był, jak sam wspomina, szczególnie związany emocjonalnie:„Pierwotnym moim zamiarem było opracowanie dziejów wsi Bieździedza wraz z przysiółkiem Zętki, gdzie się urodziłem. Jednakże (...) doszedłem do wniosku, że nie można pominąć innych wsi (...) oraz ”...pragnę zaznaczyć, że przez dziesiątki lat mojej pracy w Bibliotece Jagiellońskiej (...) ciążył na mnie obowiązek dokumentowania najstarszych dziejów mojej rodzinnej wsi i parafii Bieździedza”